# Discalma parallelaria
Discalma parallelaria là một loài bướm đêm trong họ Geometridae.